# Jeroni Brasal i Vera
Jeroni Brasal i Vera   (l'Hospitalet de Llobregat, 24 d'abril de 1931 - l'Hospitalet de Llobregat, 5 d'abril de 2024), conegut amb el nom de Ricard Brasal, fou un jugador d'hoquei sobre patins català de les dècades de 1950 i 1960 i posterior entrenador. El seu germà Joan també fou jugador d'hoquei patins.

## Trajectòria
Començà la seva trajectòria al Rugbi Cornella, passant més tard pel Hoquei Casino Hospitalet, on jugà durant cinc temporades, i el CP Vic, tres temporades més. Ingressà al CF Arrahona de Sabadell, on jugà quatre temporades, i guanyà l'any 1959 el campionat d'Espanya de forma sorprenent. L'any 1960 fitxà pel RCD Espanyol, on jugà les seves quatre darreres temporades com a jugador, en les que guanyà dos campionats d'Espanya i un de Catalunya.
Fou internacional amb la selecció espanyola, amb la qual fou subcampió d'Europa (1959) i del món (1960).
Començà la seva etapa d'entrenador la temporada 1966-67 al CP Vilanova, club amb el que fou campió d'Espanya l'any 1968. Continuà una llarga carrera a les banquetes, dirigint clubs com DC Mataró, AA Noia (1974-76), Cerdanyola CH (1976-78), CP Tordera (1979-81 i 1987), HC Sentmenat (1981-82) o CE Molins de Rei (1983-84).

## Palmarès
Arrahona
- Campionat d'Espanya:
  - 1959

RCD Espanyol
- Campionat de Catalunya:
  - 1961
- Campionat d'Espanya:
  - 1961, 1962

CP Vilanova (entrenador)
- Campionat d'Espanya:
  - 1968